# Uddevallabrug
De Uddevallabrug is een tuibrug in Zweden. De brug ligt bij Sunningen vlak bij stad Uddevalla in de provincie Västra Götaland en verbindt de snelweg E6 over de Byfjorden.
De brug is gebouwd van 1996 tot 2000. Voor de bouw was in totaal 35.400 kubieke meter beton nodig en 11.000 meter aan staalkabel. De brug werd op 19 mei 2000 opengesteld voor verkeer. Het wegdek bestaat uit 2 x 2 rijstroken. De brug heeft een totale lengte van 1712 meter. Het was langer dan een maand de langste snelwegbrug van Zweden, totdat op 1 juli 2000 de Sontbrug bij Malmö met een totale lengte van 7845 meter werd geopend. De grootste overspanning bedraagt 414 meter. Het brugdek ligt 51 meter boven het fjord. De twee pylonen hebben een hoogte van 149 meter. In 2012 reden er gemiddeld 15.400 auto's per dag over de brug.
De brug wordt bij bepaalde weersomstandigheden gesloten. Bij ontdooiend ijs kunnen grote brokken van de kabels op de auto's terechtkomen en bij storm kan de brug gevaarlijk zijn voor campers, lege vrachtwagens en bussen.

## Foto's

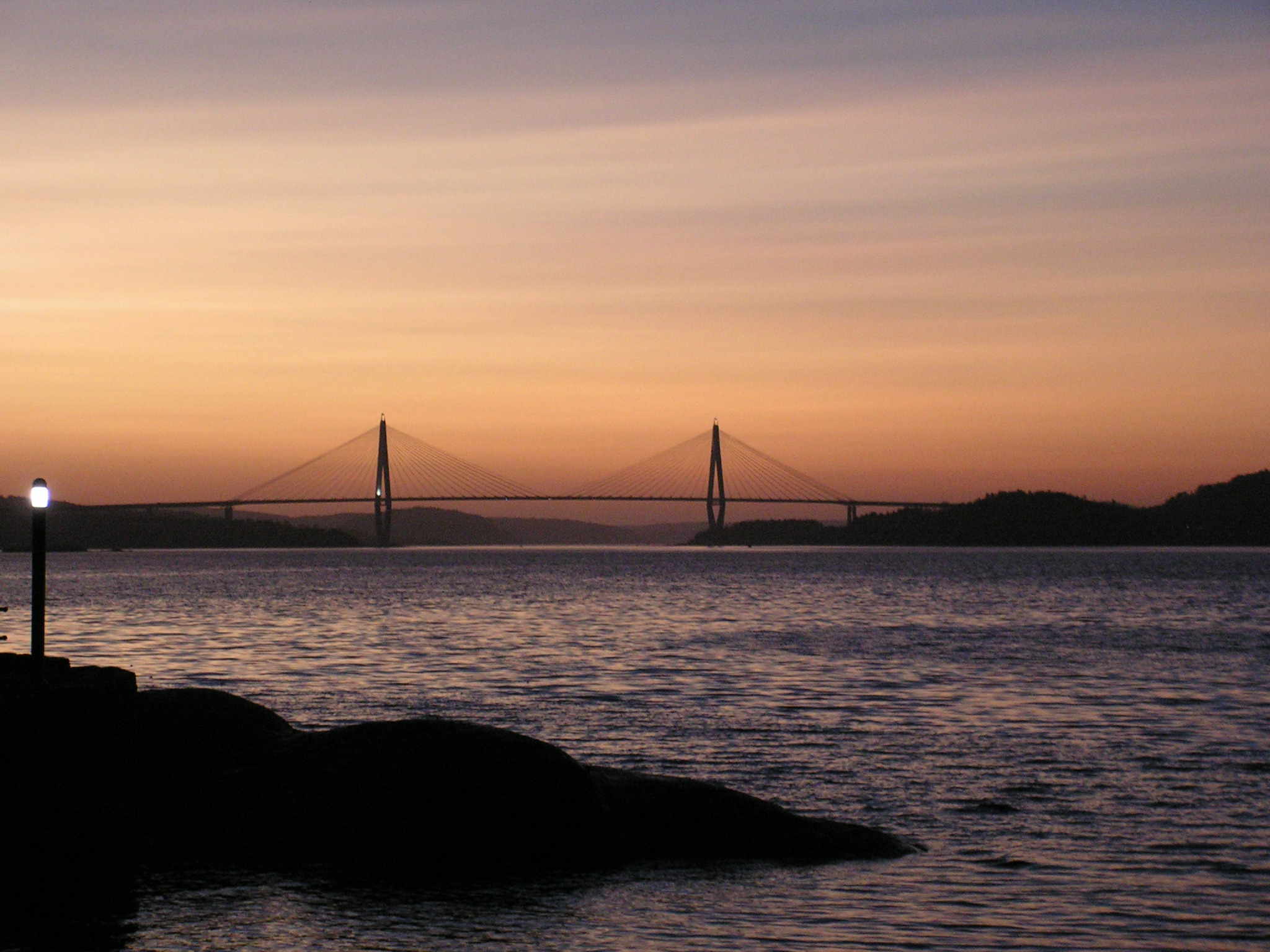
Bij nacht
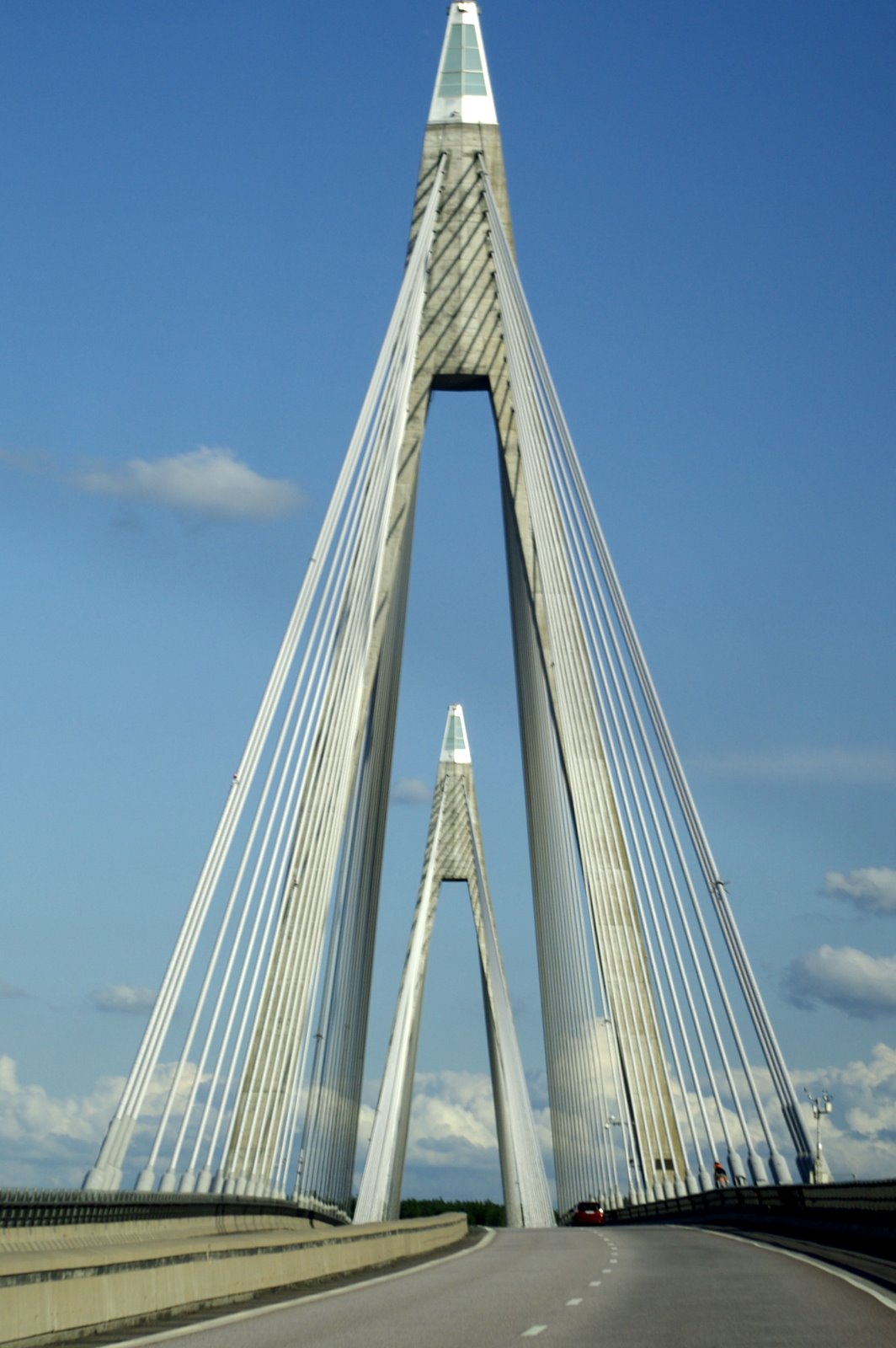
Wegdek
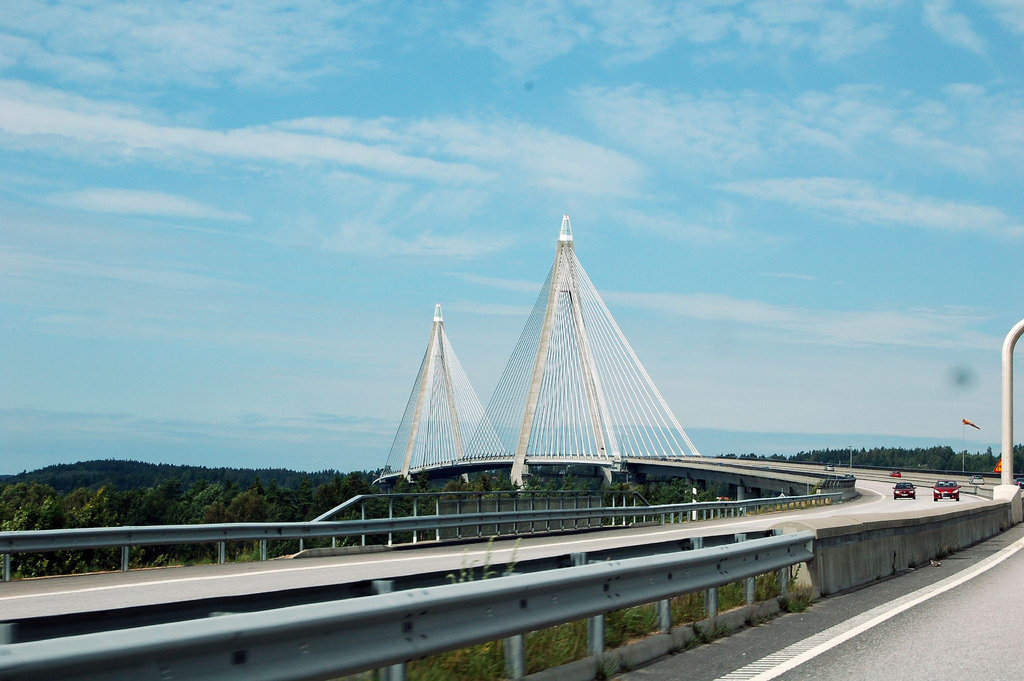
Zijkant